# The Things We Can't Stop
The Things We Can't Stop è il sesto album della rock band statunitense Cold, pubblicato il 13 settembre 2019.

## Tracce
1. Intro – 0:51
2. Shine – 4:40
3. Snowblind – 5:11
4. The Devil We Know – 2:58
5. Run – 4:21 (Snow Patrol)
6. Better Human – 4:21
7. Without You – 4:16
8. Quiet Now – 4:14
9. The One That Got Away – 3:13
10. Systems Fail – 4:24
11. Beautiful Life – 4:43
12. We All Love – 3:36